# Babylon A.D.
Pour plus de détails, voir Fiche technique et Distribution.
Babylon A.D., ou Babylone A.D. au Québec est un film franco-américano-britannique réalisé par Mathieu Kassovitz et sorti en 2008. Le film est adapté du roman Babylon Babies de Maurice G. Dantec. Ce film met en vedette Vin Diesel dans le rôle principal.
Le film reçoit des critiques globalement négatives. Bien que ce soit un succès public avec une recette mondiale de 72 millions de dollars, c'est un échec commercial car, avec 64,5 millions d’euros de budget, c'est le 8e film le plus onéreux du cinéma français.
François-Régis Jeanne a réalisé un documentaire making-of, intitulé Fucking Kassovitz. Initialement publié sur Dailymotion et sur YouTube, il dévoile les coulisses du tournage et les difficultés rencontrées par le réalisateur durant la production.

## Synopsis
Dans un futur proche où le monde, ravagé par la guerre, est livré à l'anarchie, à l'anomie et aux intégrismes de tous ordres, un mafieux nommé Gorsky engage Hugo Cornelius Toorop, un mercenaire cynique et désabusé. Celui-ci devra escorter de la Mongolie à New York une jeune fille se prénommant Aurora pour la livrer à une secte richissime. Mais au cours du périple, la jeune fille adopte un comportement de plus en plus étrange et Toorop en vient à penser qu'elle cache un secret qui pourrait être un dangereux virus.

## Fiche technique
- Titre original et français : Babylon A.D.
- Titre québécois : Babylone A.D.
- Réalisation : Mathieu Kassovitz, avec une participation de Robert Fraisse (prises de vues additionnelles, à Paris)
- Scénario : Mathieu Kassovitz, Éric Besnard et Joseph Simas d'après l'œuvre de Maurice G. Dantec
- Photographie : Thierry Arbogast
- Montage : Benjamin Weill
- Musique : Atli Örvarsson
- Production : Alain Goldman
- Production associé : Benoît Jaubert
- Sociétés de productions : Studiocanal, MNP Entreprise, M6 Films, One Race Films et Dune Entertainment
- Sociétés de distribution : Studiocanal (France) ; 20th Century Fox (International)
- Pays de production :  France,  États-Unis et  Royaume-Uni
- Genre : science-fiction, action et thriller
- Budget : 64 519 000 € - (75 000 000 $)
- Durée : 101 minutes (France), 90 minutes (Royaume-Uni)
- Dates de sortie : 
  - France : 20 août 2008
  - États-Unis : 29 août 2008
- Classifications : 
  - France : tous publics avec avertissement
  - États-Unis :

## Distribution
- Vin Diesel (VF : Doudou Masta ; VQ : Marc-André Bélanger) : Hugo Cornelius Toorop
- Mélanie Thierry (VF et VQ : elle-même) : Aurora
- Michelle Yeoh (VF : Juliette Degenne ; VQ : Linda Roy) : Sœur Rebeka
- Lambert Wilson (VF et VQ : lui-même) : Dr Arthur Darquandier
- Mark Strong (VF : Éric Herson-Macarel ; VQ : Denis Roy) : Finn
- Jérôme Le Banner : Killa
- Charlotte Rampling (VF et VQ : elle-même) : la grande prêtresse Noelite
- Gérard Depardieu (VF et VQ : lui-même) : Gorsky
- Joel Kirby (VF : Michel Papineschi) : le docteur Newton
- Souleymane Dicko : Jamal
- David Belle : Hacker Kid
- Radek Bruna : Karl
- David Gasman : le chercheur de Noelite
- Lemmy Constantine : le directeur du marketing de Noelite

## Production

### Genèse et développement
Mathieu Kassovitz travaillait sur une adaptation en anglais du roman Babylon Babies de Maurice G. Dantec depuis près de cinq ans. En juin 2005, le projet est financé par StudioCanal et Twentieth Century Fox. Mathieu Kassovitz coécrit le scénario avec le cinéaste Éric Besnard. Le tournage devait initialement débuter en février 2006 et se dérouler au Canada et en Europe de l'est.

### Attribution des rôles
Vincent Cassel était initialement envisagé pour le rôle principal. Finalement, en février 2006, Vin Diesel entre en négociations. Il abandonne alors le rôle-titre dans Hitman pour participer à ce film.

#### Doublage
C'est le rappeur français, Doudou Masta, qui double Vin Diesel dans la version française du film, ce qui contraste avec la voix française habituelle de l'acteur.

### Tournage

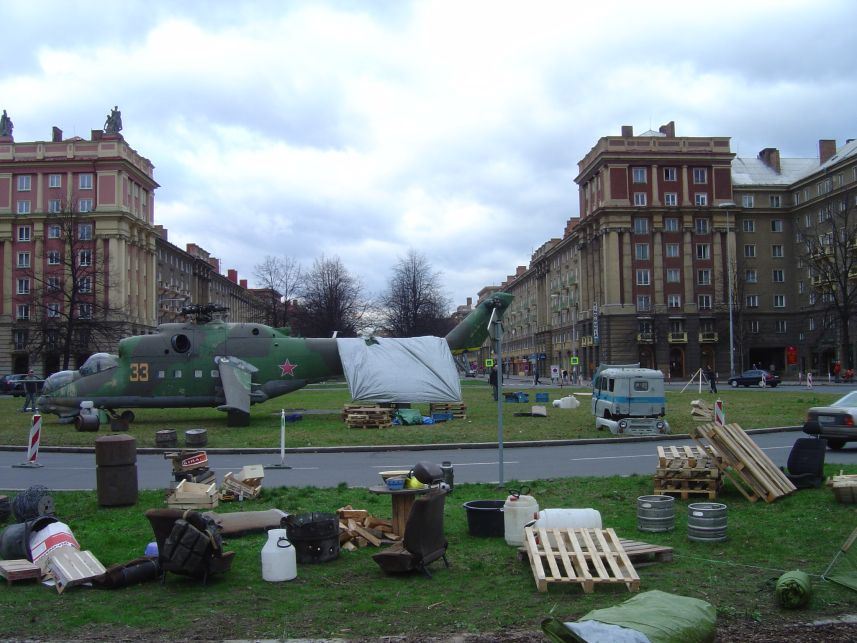
Le plateau à Ostrava en Tchéquie

Le tournage a lieu de décembre 2006 à mai 2007. Il a lieu en Suède (Kiruna, Riksgränsen, lac Torneträsk, Vassijaure), en Norvège (Narvik), en Tchéquie (Prague, studios Barrandov, Milovice, Ostrava, Brno) et en France (Paris, studios de Bry-sur-Marne).
En mars 2007, l'équipe de tournage, ayant tourné en République tchèque, a pris une pause de deux semaines pour faire face aux conditions météorologiques peu coopératives, telles que le manque de neige et les problèmes de construction du décor. Les membres de l'équipage ont repéré l'Islande à la recherche d'endroits enneigés pour tourner six à huit jours de séquences, ce qui était censé être fait en février.

## Accueil

### Critiques
Le film a déçu la critique. Sur Metacritic, le score est de 26⁄100 basé sur 15 commentaires, ce qui indique « Avis globalement défavorables ». Sur Rotten Tomatoes, le film a obtenu un taux d'approbation de 6 % sur la base de 102 avis (96 négatifs et 6 positifs), le consensus le qualifiant de « médiocre herbe de science-fiction dérivée, avec un scénario faible et des séquences d'action médiocres ». Les spectateurs interrogés par CinemaScore ont attribué au film une note de D + sur une échelle de A à F.
L'accueil en France est aussi mauvais, le site Allociné lui attribue une moyenne de 2⁄5.

### Box-office
Le film est non seulement un échec critique mais aussi commercial, il récolte 22 532 572 dollars en Amérique du Nord et totalise 72 109 200 dollars au monde entier pour un budget de 70 000 000 dollars.
En France, l'accueil est plus favorable avec 909 539 entrées.
| Pays ou région    | Box-office      | Date d'arrêt du box-office | Nombre de semaines |
| ----------------- | --------------- | -------------------------- | ------------------ |
| États-Unis Canada | 22 532 572 $    | 22 septembre 2008          | 4                  |
| France            | 909 539 entrées | 1er octobre 2008           | 6                  |
| Total mondial     | 72 109 200 $    | -                          | -                  |

## Autour du film

### Réponse de Kassovitz
Le réalisateur Mathieu Kassovitz a déclaré que 20th Century Fox a interféré tout au long de la production, et qu'il n'a jamais eu la possibilité de tourner une scène de la façon dont elle a été scénarisée, ou comme il le voulait. Il n'aimait pas non plus travailler avec Vin Diesel, qu'il décrivait comme un "acteur complètement idiot" qui avait été embauché sans sa contribution.

### Différences avec le roman
- Les dates, lieux et noms de certains personnages ont été modifiés.
- Des personnages ont été créés pour le film, comme Sœur Rebeka.
- Dans le roman, Toorop fait partie d'une équipe d'élite chargée de la protection de la jeune femme. Dans le film, il est son unique garde du corps (avec Rebeka).
- Le voyage vers l'Amérique est beaucoup moins mouvementé dans le roman.
- La complexe lutte de pouvoir entre mafias, sectes et gangs rivaux qui sert de toile de fond au roman est remplacée par un simple affrontement entre Gorsky et la grande prêtresse Noelite.
- Dans le roman, Darquandier ne fait pas tout à fait la même chose que dans le film et ne se sacrifie pas à la fin pour permettre la fuite de la jeune femme.
- Dans le film, les Noelites finissent par avoir la peau de Gorsky alors que c'est l'inverse dans le roman.